# Stagione di college football 1890
La Stagione di college football 1890 fu la ventiduesima stagione di college football negli Stati Uniti. 
La diffusione dello sport attraverso la nazione, continuò portando in campo per la prima volta ventisette scuole in prevalenza del midwest, tra cui importanti team che faranno la storia di questo sport: Vanderbilt, Pittsburgh, Nebraska, Missouri, Kansas, Illinois, Colorado State, Colorado, Army. 
Durante la stagione, vi furono due importanti fatti da segnalare: il 22 novembre il college football giocò la sua prima gara nello stato del Kansas quando i Baker Methodists sconfissero i Kansas Jayhawks con il punteggio di 22-9.; mentre nell'Indiana, venne fondata la Indiana Intercollegiate Athletic Association che vide come primo campione il Butler College.
Secondo l'Official NCAA Division I Football Records Book, Harvard chiuse imbattuta 11-0 e vinse il titolo di campione nazionale di quella stagione.
La Northern Intercollegiate Football Association vide la vittoria finale del Williams College.

## Conference e vincitori
| Conference                                   | Scuola                   | Conf. V-S-P  | Totale V-S-P |
| -------------------------------------------- | ------------------------ | ------------ | ------------ |
| Intercollegiate Football Association         | Yale                     | 3 - 0        | 13 - 1       |
| Eastern Intercollegiate Football Association | Williams College         | 5 - 0        | 8 - 2        |
| Indiana Intercollegiate Athletic Association | Butler College           | 3 - 0 - 1    | 3 - 0 - 1    |
| Colorado Football Association                | Colorado School of Mines | (incompleto) | 6 - 0        |

## College esordienti
- Vanderbilt Commodores football
- Pittsburgh Panthers football
- Nebraska Cornhuskers football
- Missouri Tigers football
- Kansas Jayhawks football
- Illinois Fighting Illini football
- Colorado State Rams football
- Colorado Buffaloes football
- Army Black Knights football